# Ibrahim Mohamed Solih

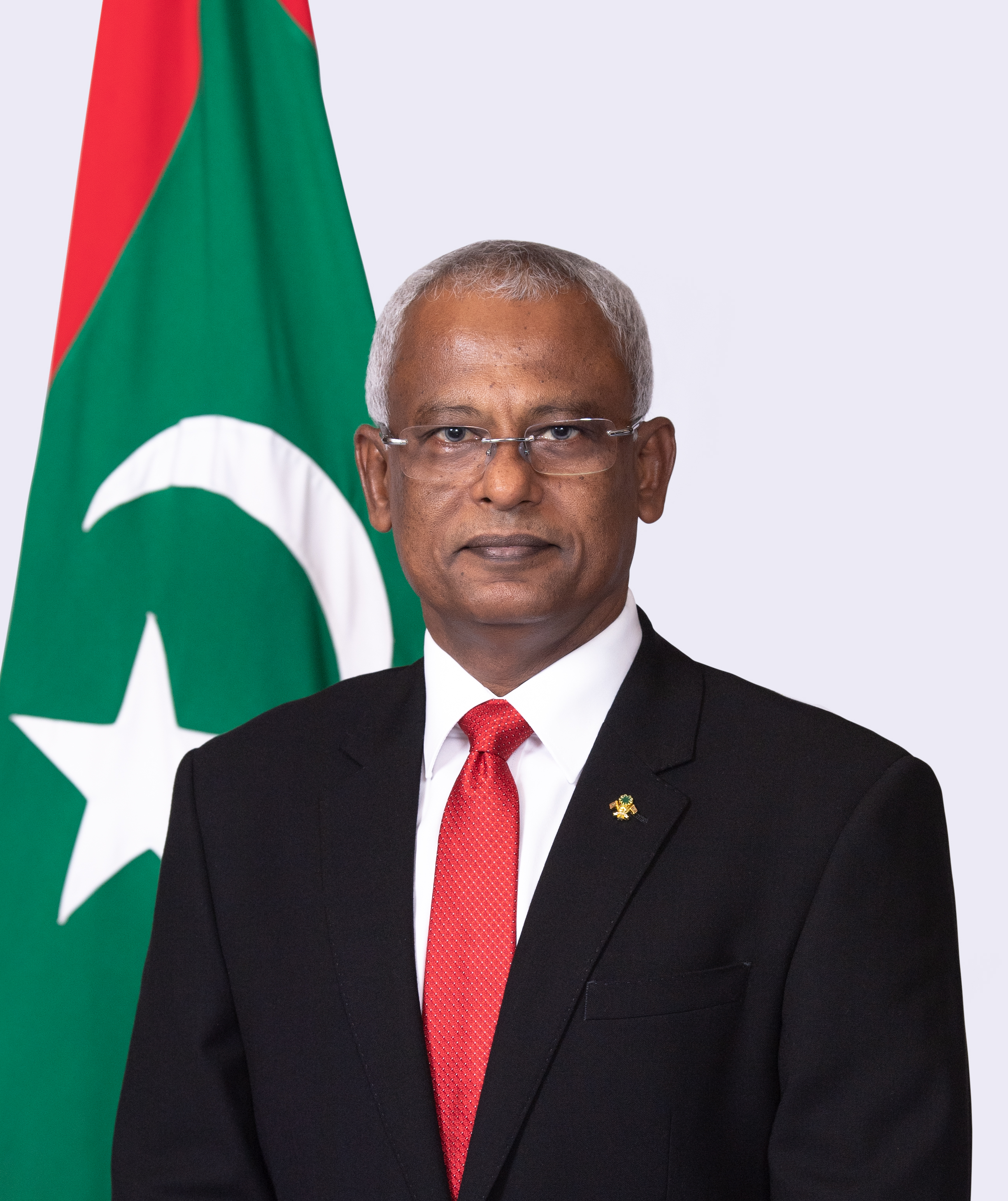
Ibrahim Mohamed Solih

Ibrahim Mohamed (Ibu) Solih (Dhivehi އިބްރާހީމް މުޙައްމަދު ޞާލިޙް; * 4. Mai 1964 auf Hinnavaru) ist ein maledivischer Politiker der Maledivischen Demokratischen Partei (MDP). Er war von 2018 bis 2023 Präsident der Malediven.

## Werdegang
Solih wurde im Dezember 1994 erstmals in das Parlament der Malediven gewählt und gehört ihm seither ununterbrochen an. Er spielt seit Beginn der 1990er Jahre eine führende Rolle in der Demokratiebewegung der Malediven. 2003 war er an der Gründung der MDP beteiligt, 2004 an der Ausarbeitung der neuen Verfassung seines Heimatlandes.
Nachdem der im Exil lebende Ex-Präsident Mohamed Nasheed auf eine erneute Kandidatur verzichtet hatte, wurde Solih im Juni 2018 als gemeinsamer Kandidat der MDP und weiterer Oppositionsparteien für die Präsidentschaftswahl im September 2018 vorgestellt. Ihm zur Seite wurde ein Mitglied der Jumhooree Party als Vizepräsidentschaftskandidat gestellt.
Am 24. September 2018 gelang ihm ein überraschender Sieg bei der Präsidentschaftswahl gegen den bisherigen Amtsinhaber Abdulla Yameen. Yameen räumte seine Niederlage ein und kündigte an, das Ergebnis zu akzeptieren. Am 17. November 2018 trat Solih sein Amt an.

## Privates
Solih wurde auf der Insel Hinnavaru im Faadhippolhu-Atoll als eines von 13 Geschwistern geboren. Seine Frau Fazna Ahmed, mit der er zwei erwachsene Kinder hat, ist eine Cousine von Ex-Präsident Nasheed.